# 3062 Wren
3062 Wren (1982 XC) là một tiểu hành tinh vành đai chính được phát hiện ngày 14 tháng 12 năm 1982 bởi E. Bowell ở Flagstaff (AM).